# Si te la encuentras por ahí
«Si te la encuentras por ahí» es una canción interpretada y grabada por el cantante colombiano Feid. Fue lanzado el 4 de agosto de 2022 a través de Universal Music Latino, como el quinto sencillo de su sexto álbum de estudio Feliz cumpleaños, Ferxxo, te pirateamos el álbum (2022).

## Antecedentes y lanzamiento
Tras el éxito de «Normal», a finales de julio de 2022 Feid anunció el lanzamiento de su nuevo sencillo «Si te la encuentras por ahí» programado para el 4 de agosto.
Más tarde, Feid lanzó su álbum Feliz cumpleaños, Ferxxo, te pirateamos el álbum, donde «Si te la encuentras por ahí» se incluyó como la decimotercera pista.

## Música y letra
Musicalmente, «Si te la encuentras por ahí» es una canción de reguetón. Líricamente, «Si te la encuentras por ahí» habla de un hombre que busca a la mujer de la que se enamoró, a pesar de saber que cometió un error, y se disculpa para intentar volver a conquistarla.

## Video musical
El video oficial musical fue grabado en Madrid y se lanzó simultáneamente con el sencillo en el canal oficial de Feid en YouTube el 4 de agosto de 2022. Muestra a Feid interpretando la canción en una ciudad de lujo y caminando y al final en una fiesta de cumpleaños.